# Катерина Радзивіл
Княгиня Катерина Радзивіл (нар. 30 березня 1858, Санкт-Петербург, Російська імперія — пом. 12 травня 1941, Нью-Йорк, штат Нью-Йорк, США) — польсько-російська аристократка, представниця графського роду Жевуських. Племінниця Кароліни Собаньской й Евеліни Ганської, кузина світської левиці Марії Клейнміхель. Письменниця писала французькою та англійською мовами.

## Біографія
Катерина Адамівна Жевуська народилася в 1858 році в родині генерала Адама Жевуського і померлої при пологах Ганни Дмитрівни Дашкової. У 15-річному віці одружилась з Вільгельмом-Адамом Радзивілом (1845—1911), представником німецької гілки Радзивілів. Син — Микола Вацлав Радзивіл (1880—1914).
Разом з французькою письменницею Жюльєтт Адам вважається одним з авторів скандальної серії книг про суспільство європейських столиць і королівські двори, що виходили під псевдонімом Count Paul Vasili («граф Павло Василь»). Крім того, опублікувала багато книг про європейських монархів, політиків та інших видатних людей під своїм ім'ям. Книги Катерини Радзивіл носять характер, як зараз би сказали, чорного піару, багато описувані нею особистості показуються в негативному світлі. Частина з її книг має явну анти-романівську та антиросійську спрямованість, частина (особливо книги, написані для американської публіки під час першої світової війни) антинімецьку та антиавстрійську.
|                | У Вишнеградського я зустрічав дуже цікаву особу — княгиню Радзивіл (вона була уроджена Жевуська); ця княгиня Радзивіл була дуже красива собою, чоловік же її був абсолютно нікчемна людина. Мабуть, за нею доглядав або, скоріше всього, захоплювався нею Іван Олексійович Вишнеградський. Ця княгиня Радзивіл згодом виявилася великою авантюристкою. <…> Так ось ця сама Радзивіл, про яку я вже говорив, вона, просто, жила з Черевіним, а тому мала деякий вплив на петербурзьке товариство, бо Черевін був впливовою людиною, а внаслідок цього і княгиня Радзивіл здійснювала деякий вплив. Після смерті Черевін у неї виявилися не цілком чисті справи, і вона переїхала до Англії. |
| — Витте С. Ю., | |

У 1890-х роках чоловік розлучився з нею і забрав дітей. Близько 1900 року Катерина Радзивіл переїхала до Південної Африки. Була близька до Сесілю Родса. Згодом у неї стався з Родсом конфлікт, і вона подала на нього до суду, звинувачуючи в шахрайстві. Суд, однак, вирішив справу не на її користь, визнавши представлені нею документи з підписом Родса підробленими. В результаті вона провела у в'язниці близько року. У 1906 році Вільгельм Радзивіл розлучився з нею. Згодом Катерина одружилась із шведським інженером та підприємцем Карлом Емілем Колб-Данвіном (Karl Emile Kolb-Danvin), з яким переїхала на проживання до США, проте в 1917 році він помер. Після цього залишок життя жила в Нью-Йорку.
Їй належить значна роль в історії так званих протоколів сіонських мудреців. Катерина Радзивіл стверджувала, що протоколи були виготовлені російськими журналістами Матвієм Головінським та Іваном Манасевичем-Мануйловим за завданням охоронних відділень в 1904 році і передані Сергію Нілусу. Однак це суперечить хронології подій: протоколи були опубліковані в Росії до Нілуса, Павлом Крушеваном у газеті «Прапор» у 1903 році.

## В літературі
- Валентин Пікуль, присвятив їй оповідання «Дама з Готського альманаху».

## Книги
[PV] — книги, що вийшли під псевдонімом Count Paul Vasili, які з них написані Катериною Радзивіл, достеменно невідомо.
- La Société de Berlin: augmenté de lettres inédites. 1884 [PV]
- La Société de Saint-Pétersbourg: augmenté de lettres inédites. 1886 [PV]
- La Société de Vienne: augmenté de lettres inédites. 1885 [PV]
- La Société de Londres: augmenté de lettres inédites. 1885. [PV]
- La Société de Rome. 1887. [PV]
- La Société de Madrid. 1886. [PV]
- La Sainté Russie; la cour, l armée, le clerge, la bourgeoisie et le peuple. 1890. [PV]
- The Resurrection of Peter. A Reply to Olive Schreiner. 1900. [ i.e. to Schreiner's book: Trooper Peter Halkett of
- Mashonaland (1897)]
- My Recollections. 1904
- Behind the Veil at the Russian Court. 1914 [PV]
- France from Behind the Veil: The Fifty Years of Social and Political Life. 1914. [PV]
- Memories of Forty Years. 1914.
- The Royal Marriage Market of Europe. 1915.
- The Austrian Court From Within. 1916
- Sovereigns and Statesmen of Europe. 1916
- Because it was Written. [fiction]. 1916
- The Black Dwarf of Vienna, and other weird stories. 1916
- Germany under Three Emperors. 1917
- The Tragedy of a Throne. [Ludwig of Bavaria] 1917 [HE]
- Cecil Rhodes, Man and Empire-maker. 1918
- Russia's Decline and Fall: The Secret History of a Great Debacle. 1918
- Confessions of the Czarina. 1918 [PV]
- Rasputin and the Russian Revolution. 1918
- The Disillusions of a Crown Princess; Being the Story of the Courtship and Married Life of Cecile, ex-the Crown Princess of Germany. [Сесілі of Mecklenburg-Schwerin (1886—1954) married to Frederich Wilhelm (1882—1951), son of Wilhelm II]. 1919. [PV]
- The Firebrand of Bolshevism; The True Story of the Bolsheviki and the Forces That Directed Them. 1919
- Secrets of Dethroned Royalty. 1920
- Those I Remember. 1924
- They Knew the Washingtons; Letters from a French Soldier with Lafayette and from his Family in Virginia, translated by * Princess Radziwill. [perhaps written by Princess Radziwill]. 1926
- The Intimate Life of the Last Tzarina. 1928
- Child of Pity: The Little Prince [the Tsarevitch] Rides Away. 1930
- Nicholas II: The Last of the Tsars. 1931
- The Taint of the Romanovs. 1931
- It Really Happened; An Autobiography by Princess Catherine Radziwill. 1932
- The Empress Frederick. [Victoria Adelaide Mary Louisa (1840—1901), oldest daughter of Queen Victoria; married German emperor Friedrich III (1831—1888)]. 1934